# Донешть
Донешть, Донешті (рум. Donești) — село у повіті Олт в Румунії. Входить до складу комуни Вітомірешть.
Село розташоване на відстані 145 км на захід від Бухареста, 41 км на північ від Слатіни, 67 км на північний схід від Крайови, 137 км на південний захід від Брашова.

## Населення
За даними перепису населення 2002 року у селі проживали 322 особи, усі — румуни. Усі жителі села рідною мовою назвали румунську.